# Орлатские пластины

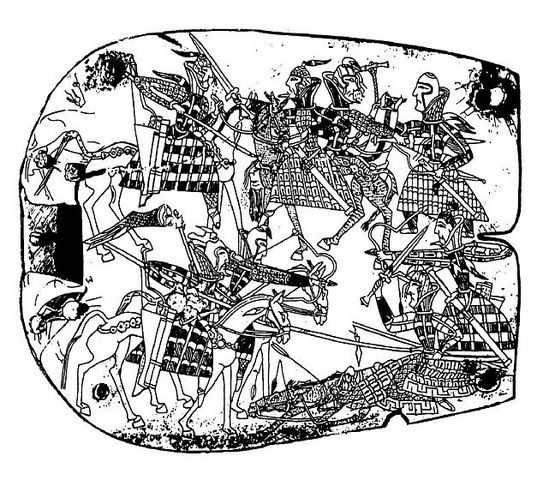
Одна из пластин с батальной сценой

Орлатские пластины, пластины из Орлата — это костяные панцирные пластины с изображением батальных сцен, представляющие собой источник по истории прикладного искусства кочевых народов степного пояса Евразии. Найдены в Узбекистане, в кургане № 2 Орлатского могильника на городище Курган-тепе в селе Орлат Кошрабадского района, в 50 км. к северо-западу от Самарканда.
В сражении участвуют конные и пешие тяжеловооружённые воины, по четыре человека с каждой стороны. Сражение как бы распадается на четыре поединка. Две пары изображены в верхней части пластины, две — в нижней. Судя по всему, они представляют два отряда, выстроенных в шеренги друг против друга. Характер вооружения и снаряжения у воинов разнообразны. Однако, они встречаются у противников с обеих сторон. По предположению Г. А. Пугаченковой, воины на белых лошадях побеждают своих противников, а обе группы воинов относятся к одной и той же этнической группе — кангюйцам.

## Галерея

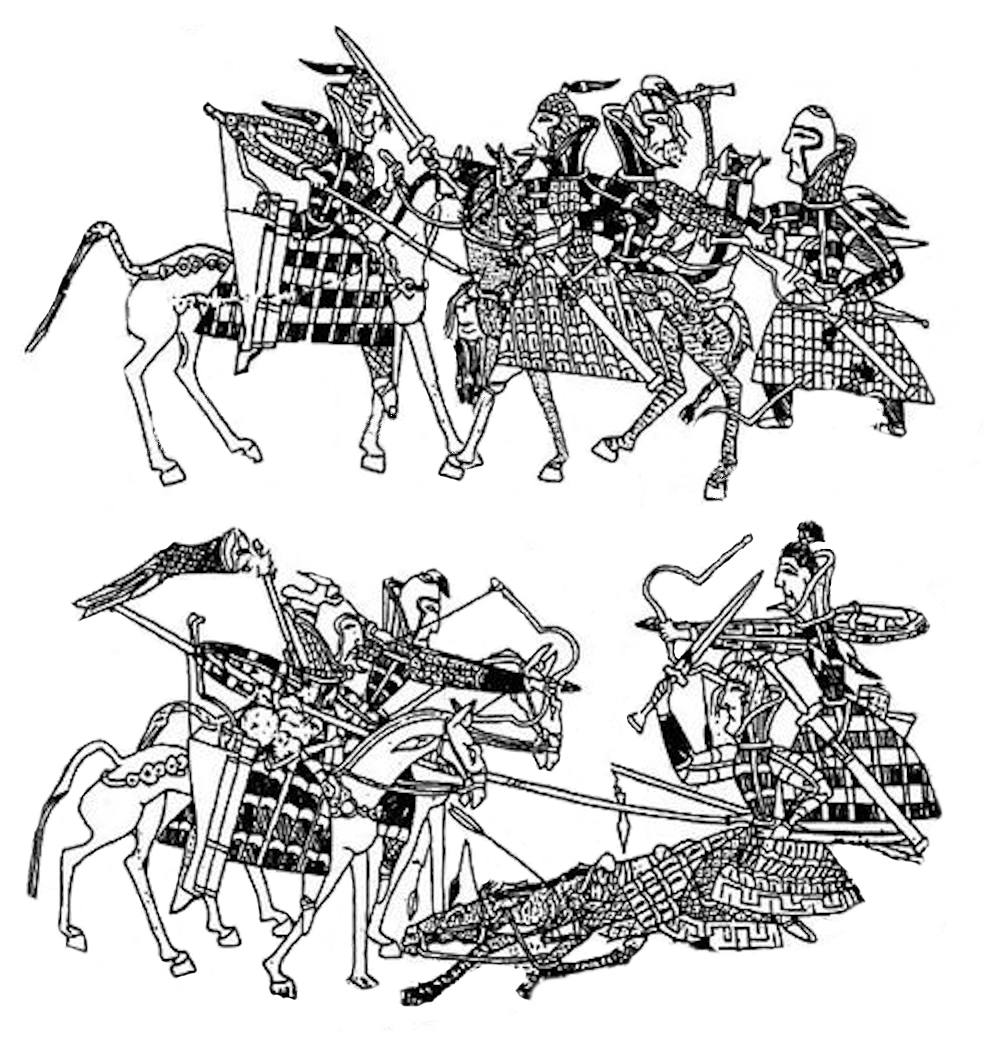
Батальная сцена
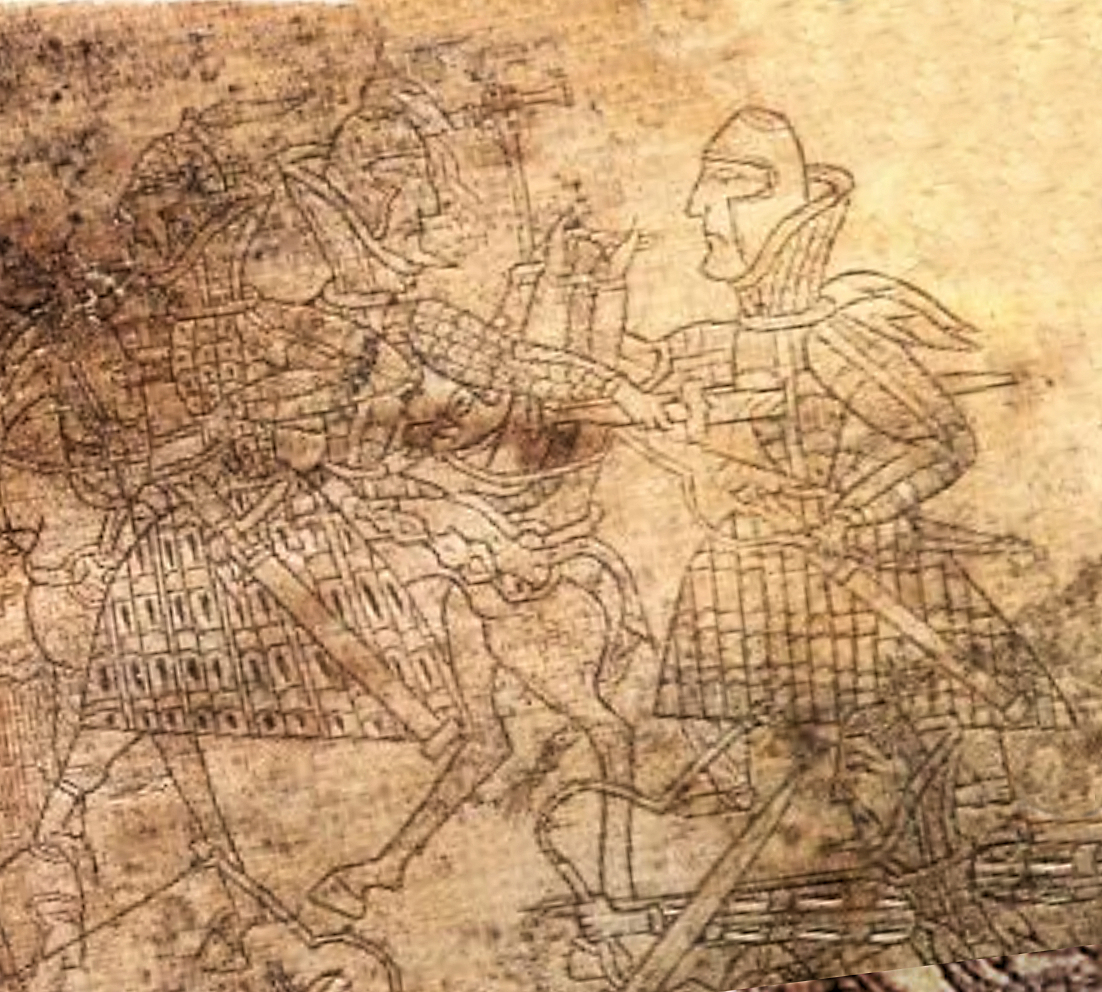
Деталь пластины
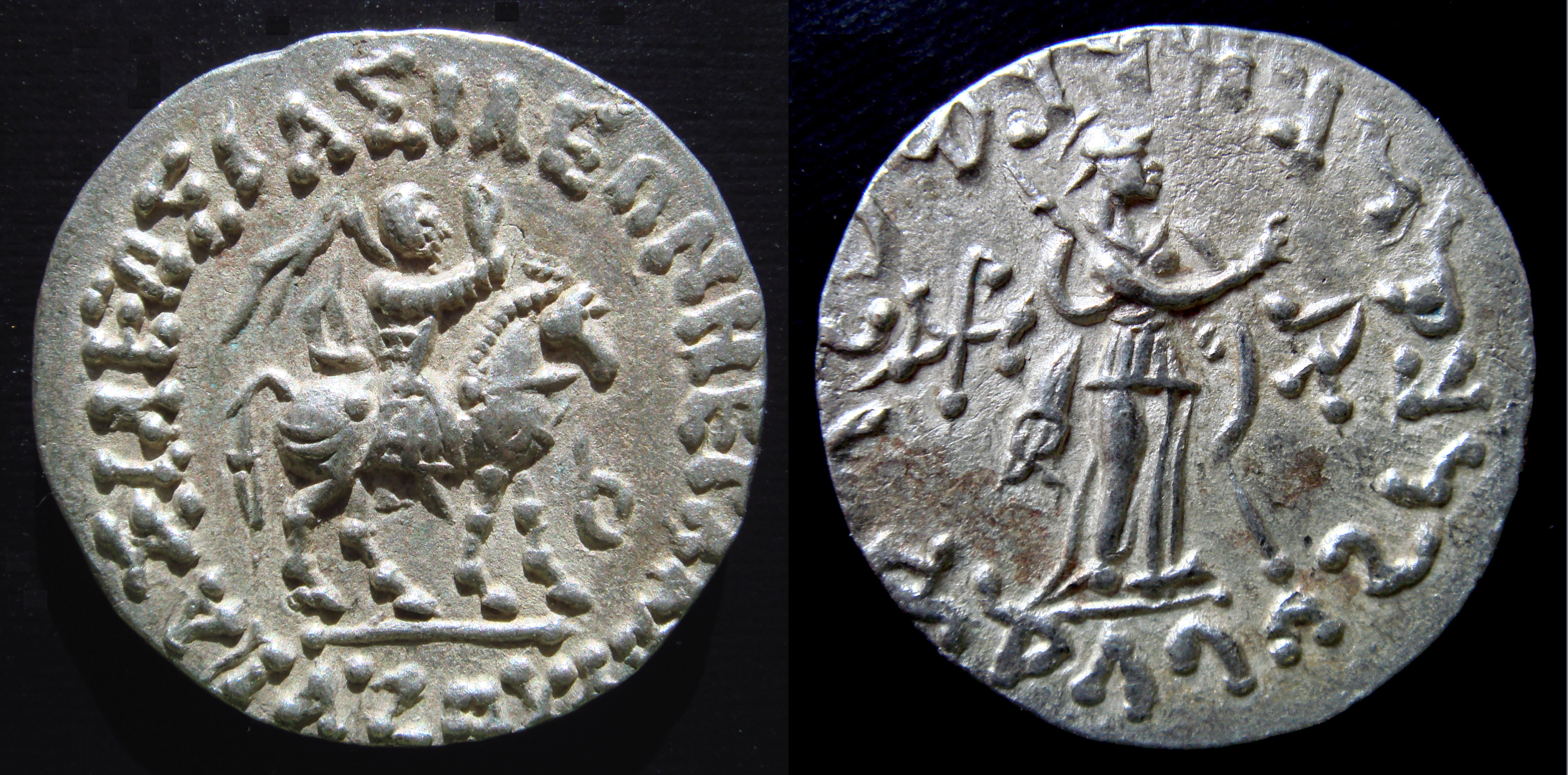
Монета Индо-скифского царя Асеза II[англ.] со сходным вооружением у воинов